# Joe Johnson (giocatore di football americano 1929)
Joseph F. Johnson (New Haven, 3 novembre 1929 – Las Vegas, 3 novembre 2003) è stato un giocatore di football americano statunitense che militato nel ruolo di running back nella National Football League (NFL) e nell'American Football League (AFL).

## Carriera
All'università Johnson giocò a football al Boston College. Fu scelto dai Green Bay Packers nel corso dell'11º giro (127º assoluto) del Draft NFL 1953. Rimase con la franchigia dal 1954 al 1958 dopo di che militò nei Boston Patriots nel 1960 e 1961. Chiuse la carriera con 376 yard corse e 8 touchdown segnati, tutti su ricezione.